# U-91
Unterseeboot 91 foi um submarino alemão do Tipo VIIC, pertencente a Kriegsmarine que atuou durante a Segunda Guerra Mundial.

## Comandantes
| Comandante                 | Data                                          |
| -------------------------- | --------------------------------------------- |
| Kptlt. Heinz Walkerling    | 28 de janeiro de 1942 - 19 de abril de 1943   |
| Kptlt. Heinz Hungershausen | 20 de abril de 1943 - 26 de fevereiro de 1944 |

## Subordinação
Durante o seu tempo de serviço, esteve subordinado às seguintes flotilhas:
| Período                                         | Flotilha                                  |
| ----------------------------------------------- | ----------------------------------------- |
| 28 de janeiro de 1942 - 31 de agosto de 1942    | 5. Unterseebootsflottille (treinamento)   |
| 1 de setembro de 1942 - 26 de fevereiro de 1944 | 9. Unterseebootsflottille (serviço ativo) |

## Operações conjuntas de ataque
O U-91 participou das seguinte operações de ataque combinado durante a sua carreira:
- Rudeltaktik Vorwärts (25 de agosto de 1942 - 26 de setembro de 1942)
- Rudeltaktik Natter (6 de novembro de 1942 - 8 de novembro de 1942)
- Rudeltaktik Westwall (8 de novembro de 1942 - 12 de dezembro de 1942)
- Rudeltaktik Knappen (19 de fevereiro de 1943 - 25 de fevereiro de 1943)
- Rudeltaktik Burggraf (4 de março de 1943 - 5 de março de 1943)
- Rudeltaktik Raubgraf (7 de março de 1943 - 17 de março de 1943)
- Rudeltaktik sem nome (5 de maio de 1943 - 10 de maio de 1943)
- Rudeltaktik Lech (10 de maio de 1943 - 15 de maio de 1943)
- Rudeltaktik Donau 2 (15 de maio de 1943 - 26 de maio de 1943)
- Rudeltaktik Rossbach (6 de outubro de 1943 - 9 de outubro de 1943)
- Rudeltaktik Schlieffen (14 de outubro de 1943 - 22 de outubro de 1943)
- Rudeltaktik Siegfried (22 de outubro de 1943 - 27 de outubro de 1943)
- Rudeltaktik Igel 2 (3 de fevereiro de 1944 - 17 de fevereiro de 1944)
- Rudeltaktik Hai 1 (17 de fevereiro de 1944 - 22 de fevereiro de 1944)
- Rudeltaktik Preussen (22 de fevereiro de 1944 - 26 de fevereiro de 1944)